# Bombyciella
Bombyciella is een geslacht van vlinders van de familie uilen (Noctuidae), uit de onderfamilie Cuculliinae.

## Soorten
- B. sericea Draudt, 1950
- B. talpa Draudt, 1950